# حزب النهضة (المغرب)
حزب النهضة هو حزب سياسي يساري مغربي، أسسه عام 25 يناير 2003 شكيب بنسودة، ويشغل منصب الكاتب العام حاليا السيد سعيد الغنيوي .
 وشعار الحزب هو الديك. ويعتبر هذا الحزب تازي القلب، حيث أن أمينه العام وأغلب أعضاء مكتبه السياسي من مدينة تازة.